# Herbert Hall Turner
Herbert Hall Turner, född den 13 augusti 1861 i Leeds, död den 20 augusti 1930 i Stockholm, var en engelsk astronom. 
Turner blev 1893 Pritchards efterträdare som professor i astronomi vid Oxfords universitet och chef för dess observatorium, där han fullbordade kartläggningen av den del av himlen, som för kartläggning tilldelats Oxfords observatorium vid de 18 observatoriernas kongress i Paris 1887. Han bearbetade även vatikanobservatoriets anpart i observationerna och erhöll därför guldmedalj av påven. Turner ägnade sig under senare år även åt seismologiska undersökningar och påvisade förekomsten av perioder i den underjordiska oron genom studier av jordskalv från äldsta tider till sin egen samtid. Han tilldelades Bruce-medaljen 1927.
Asteroiden 1186 Turnera är uppkallad efter honom.